# FA Cup 1990-1991
La FA Cup 1990-1991 è stata la centodecima edizione della competizione calcistica più antica del mondo. È stata vinta dal Tottenham Hotspur contro il Nottingham Forest.

## Fase finale

### Sesto turno
| Squadra 1     | Risultato | Squadra 2         |
| ------------- | --------- | ----------------- |
| 9 marzo 1991  |           |                   |
| Arsenal       | 2 - 1     | Cambridge Utd     |
| Norwich City  | 0 - 1     | Nottingham Forest |
| 10 marzo 1991 |           |                   |
| Tottenham     | 2 - 1     | Notts County      |
| 11 marzo 1991 |           |                   |
| West Ham Utd  | 2 - 1     | Everton           |

### Semifinali
| Squadra 1         | Risultato | Squadra 2    |
| ----------------- | --------- | ------------ |
| 14 aprile 1991    |           |              |
| Tottenham         | 3 - 1     | Arsenal      |
| Nottingham Forest | 4 - 0     | West Ham Utd |

### Finale
| Arbitro: | Roger Milford |

|            |           |                               |
| 16’ Pearce | Marcatori | Stewart 55’ Walker 94’ (aut.) |

| Nottingham Forest | Tottenham |

| P               | 1  | Mark Crossley     |  |      |
| D               | 2  | Gary Charles      |  |      |
| D               | 3  | Stuart Pearce (c) |  |      |
| D               | 4  | Des Walker        |  |      |
| D               | 5  | Steve Chettle     |  |      |
| C               | 6  | Roy Keane         |  |      |
| C               | 7  | Gary Crosby       |  |      |
| C               | 8  | Garry Parker      |  |      |
| A               | 9  | Nigel Clough      |  |      |
| A               | 10 | Lee Glover        |  | 108’ |
| C               | 11 | Ian Woan          |  | 62’  |
| A disposizione: |    |                   |  |      |
| D               | 12 | Brian Laws        |  | 108’ |
| C               | 14 | Steve Hodge       |  | 62’  |
| Allenatore:     |    |                   |  |      |
| Brian Clough    |    |                   |  |      |

| P               | 1  | Erik Thorstvedt   |  |     |
| D               | 2  | Justin Edinburgh  |  |     |
| D               | 3  | Pat van den Hauwe |  |     |
| D               | 4  | Steve Sedgley     |  |     |
| C               | 5  | David Howells     |  |     |
| D               | 6  | Gary Mabbutt (c)  |  |     |
| C               | 7  | Paul Stewart      |  |     |
| C               | 8  | Paul Gascoigne    |  | 17’ |
| C               | 9  | Vinny Samways     |  | 82’ |
| A               | 10 | Gary Lineker      |  |     |
| C               | 11 | Paul Allen        |  |     |
| A disposizione: |    |                   |  |     |
| A               | 12 | Paul Walsh        |  | 82’ |
| C               | 14 | Nayim             |  | 17’ |
| Allenatore:     |    |                   |  |     |
| Terry Venables  |    |                   |  |     |